# Verrettes
Verrettes – miasto w zachodnim Haiti (Artibonite). Liczy 131 693 mieszkańców (2009). Ośrodek przemysłowy.